# Yannick Weber
Pour les articles homonymes, voir Weber.
Yannick Weber (né le 23 septembre 1988 à Morges) est un joueur professionnel suisse de hockey sur glace.

## Carrière de joueur
Après avoir été formé au CP Berne, où il a joué en ligue junior Élites A, il est prêté au SC Langenthal, en Ligue nationale B lors de la saison 2005-2006. Repêché par les Rangers de Kitchener dans la Ligue de hockey de l'Ontario au premier tour en 2006, il part à ce moment-là en Amérique du Nord. Lors de sa première saison, il récolte 41 points, dont 13 buts, en 51 parties. Au terme de cette saison, il est repêché par les Canadiens de Montréal au 3e tour, au 73e rang au repêchage d'entrée de la LNH 2007. En 2007-2008, il devient un élément important à la ligne bleue des Rangers et récolte 55 points, dont 20 buts. Grâce à l'excellente saison de l'équipe dirigée par Peter DeBoer, les Rangers de Kitchener se rendront à la Coupe Memorial, mais seront éliminés face aux Chiefs de Spokane, vainqueur du championnat. En 2008-2009, il rejoint les Bulldogs de Hamilton, club-école du Canadien dans la Ligue américaine de hockey.
Le 8 janvier 2009, il joue son premier match dans la Ligue nationale de hockey et il inscrit le 9 avril 2009 son premier point en LNH face aux Bruins de Boston. Le 20 avril 2009, il marque son premier but en carrière face à Boston, en play-off. À la suite de l'élimination du Canadien et de son club école, les Bulldogs de Hamilton, il est appelé par le sélectionneur national Ralph Krueger pour disputer les Championnats du monde avec la Suisse.
Le 4 octobre 2009, à la suite des blessures de Ryan O'Byrne et d'Andreï Markov, Yannick Weber est rappelé des Bulldogs de Hamilton afin de se joindre aux Canadiens de Montréal. Il dispute les Jeux olympiques de 2010 au mois de février.
Lors de la saison 2010-2011, il réussit à s'imposer au sein des Canadiens de Montréal grâce à son excellent début de saison à Hamilton - 8 buts en 15 rencontres - et aux blessures d'Andreï Markov et de Jaroslav Špaček. Il inscrit le 9 février 2011 son premier but en saison régulière. Lors du deuxième match des séries éliminatoires, appelé en dernière minute pour remplacer Andreï Kastsitsyne à l'aile gauche - alors qu'il est défenseur - il marque le 3-1 de son équipe face aux Bruins. Il récidive quelques jours plus tard lors du septième acte de la série. Ainsi, les quatre premiers buts de sa carrière ont été inscrits contre le portier Timothy Thomas. Appelé après l'élimination de son équipe pour disputer le championnat du monde 2011, il refuse en raison de la volonté du sélectionneur Sean Simpson de le faire jouer à l'attaque. Après qu'une place se libère en défense à la suite de la blessure de Goran Bezina lors de la troisième rencontre, il refuse une nouvelle fois l'invitation.
Le 1er juillet 2015, il signe un nouveau contrat avec les Canucks de Vancouver pour une saison et un salaire de 1,5 million de dollars.

## Carrière internationale
Il participe aux championnats du monde 2009, qui ont lieu dans son pays d'origine.

## Trophées et honneurs personnels
Ligue américaine de hockey
- 2009 : sélectionné pour le Match des étoiles avec l'équipe PlanetUSA.
- 2009 : nommé dans l'équipe d'étoiles des recrues

## Statistiques

### En club
| Saison     | Équipe                 | Ligue           |                   | Saison régulière  | Saison régulière  | Saison régulière  | Saison régulière  | Saison régulière  |                   | Séries éliminatoires | Séries éliminatoires | Séries éliminatoires | Séries éliminatoires | Séries éliminatoires |
| Saison     | Équipe                 | Ligue           | PJ                | B                 | A                 | Pts               | Pun               | PJ                | B                 | A                    | Pts                  | Pun                  |                      |                      |
| 2003-2004  | CP Berne U20           | Junior Élites A | 32                | 2                 | 3                 | 5                 | 39                | 8                 | 2                 | 0                    | 2                    | 8                    |                      |                      |
| 2004-2005  | CP Berne U20           | Junior Élites A | 37                | 5                 | 4                 | 9                 | 62                | 5                 | 0                 | 0                    | 0                    | 22                   |                      |                      |
| 2005-2006  | SC Langenthal          | LNB             | 28                | 3                 | 0                 | 3                 | 8                 | -                 | -                 | -                    | -                    | -                    |                      |                      |
| 2005-2006  | CP Berne U20           | Junior Élites A | 17                | 1                 | 6                 | 7                 | 46                | -                 | -                 | -                    | -                    | -                    |                      |                      |
| 2006-2007  | CP Berne U20           | Junior Élites A | 1                 | 0                 | 0                 | 0                 | 2                 | -                 | -                 | -                    | -                    | -                    |                      |                      |
| 2006-2007  | Rangers de Kitchener   | LHO             | 51                | 13                | 28                | 41                | 42                | 9                 | 3                 | 6                    | 9                    | 8                    |                      |                      |
| 2007-2008  | Rangers de Kitchener   | LHO             | 59                | 20                | 35                | 55                | 79                | 17                | 4                 | 13                   | 17                   | 24                   |                      |                      |
| 2008-2009  | Bulldogs de Hamilton   | LAH             | 68                | 16                | 28                | 44                | 42                | 2                 | 0                 | 1                    | 1                    | 10                   |                      |                      |
| 2008-2009  | Canadiens de Montréal  | LNH             | 3                 | 0                 | 1                 | 1                 | 2                 | 3                 | 1                 | 1                    | 2                    | 0                    |                      |                      |
| 2009-2010  | Bulldogs de Hamilton   | LAH             | 65                | 7                 | 25                | 32                | 58                | 3                 | 0                 | 0                    | 0                    | 2                    |                      |                      |
| 2009-2010  | Canadiens de Montréal  | LNH             | 5                 | 0                 | 0                 | 0                 | 4                 | -                 | -                 | -                    | -                    | -                    |                      |                      |
| 2010-2011  | Bulldogs de Hamilton   | LAH             | 15                | 8                 | 4                 | 12                | 10                | -                 | -                 | -                    | -                    | -                    |                      |                      |
| 2010-2011  | Canadiens de Montréal  | LNH             | 41                | 1                 | 10                | 11                | 14                | 3                 | 2                 | 0                    | 2                    | 0                    |                      |                      |
| 2011-2012  | Canadiens de Montréal  | LNH             | 60                | 4                 | 14                | 18                | 30                | -                 | -                 | -                    | -                    | -                    |                      |                      |
| 2012-2013  | Genève-Servette HC     | LNA             | 32                | 5                 | 16                | 21                | 40                | -                 | -                 | -                    | -                    | -                    |                      |                      |
| 2012-2013  | Canadiens de Montréal  | LNH             | 6                 | 0                 | 2                 | 2                 | 2                 | -                 | -                 | -                    | -                    | -                    |                      |                      |
| 2013-2014  | Canucks de Vancouver   | LNH             | 49                | 6                 | 4                 | 10                | 16                | -                 | -                 | -                    | -                    | -                    |                      |                      |
| 2013-2014  | Comets d'Utica         | LAH             | 7                 | 2                 | 5                 | 7                 | 0                 | -                 | -                 | -                    | -                    | -                    |                      |                      |
| 2014-2015  | Canucks de Vancouver   | LNH             | 65                | 11                | 10                | 21                | 30                | 6                 | 0                 | 0                    | 0                    | 12                   |                      |                      |
| 2015-2016  | Canucks de Vancouver   | LNH             | 45                | 0                 | 7                 | 7                 | 24                | -                 | -                 | -                    | -                    | -                    |                      |                      |
| 2016-2017  | Predators de Nashville | LNH             | 73                | 1                 | 7                 | 8                 | 25                | 22                | 0                 | 1                    | 1                    | 5                    |                      |                      |
| 2017-2018  | Predators de Nashville | LNH             | 47                | 2                 | 3                 | 5                 | 16                | 4                 | 1                 | 0                    | 1                    | 2                    |                      |                      |
| 2018-2019  | Predators de Nashville | LNH             | 62                | 2                 | 6                 | 8                 | 18                | -                 | -                 | -                    | -                    | -                    |                      |                      |
| 2019-2020  | Predators de Nashville | LNH             | 41                | 1                 | 2                 | 3                 | 14                | 4                 | 0                 | 0                    | 0                    | 0                    |                      |                      |
| 2020-2021  | Penguins de Pittsburgh | LNH             | 2                 | 0                 | 0                 | 0                 | 0                 | -                 | -                 | -                    | -                    | -                    |                      |                      |
| 2021-2022  | ZSC Lions              | NL              | 49                | 3                 | 12                | 15                | 36                | 18                | 0                 | 3                    | 3                    | 12                   |                      |                      |
| 2022-2023  | ZSC Lions              | NL              | 52                | 5                 | 8                 | 13                | 27                | 9                 | 0                 | 1                    | 1                    | 6                    |                      |                      |
| 2023-2024  | ZSC Lions              | NL              | Saison en cours ? | Saison en cours ? | Saison en cours ? | Saison en cours ? | Saison en cours ? | Saison en cours ? | Saison en cours ? | Saison en cours ?    | Saison en cours ?    | Saison en cours ?    |                      |                      |
| Totaux LNH | Totaux LNH             | Totaux LNH      | 499               | 28                | 66                | 94                | 195               | 42                | 4                 | 2                    | 6                    | 19                   |                      |                      |

### En équipe nationale
| Année | Équipe         | Compétition                     |   | PJ | B | A | Pts | Pun       |  | Résultat |
| 2005  | Suisse -18 ans | Championnat du monde -18 ans    | 6 | 1  | 0 | 1 | 6   | 9e place  |  |          |
| 2006  | Suisse -20 ans | Championnat du monde -20 ans    | 6 | 1  | 0 | 1 | 4   | 7e place  |  |          |
| 2006  | Suisse -18 ans | Championnat du monde -18 ans D1 | 5 | 0  | 2 | 2 | 22  | Promotion |  |          |
| 2007  | Suisse -20 ans | Championnat du monde -20 ans    | 6 | 1  | 3 | 4 | 10  | 7e place  |  |          |
| 2008  | Suisse -20 ans | Championnat du monde -20 ans    | 6 | 2  | 4 | 6 | 14  | 9e place  |  |          |
| 2009  | Suisse         | Championnat du monde            | 3 | 0  | 0 | 0 | 8   | 9e place  |  |          |
| 2010  | Suisse         | Jeux olympiques                 | 5 | 0  | 0 | 0 | 6   | 8e place  |  |          |
| 2014  | Suisse         | Jeux olympiques                 | 4 | 0  | 0 | 0 | 2   | 9e place  |  |          |
| 2014  | Suisse         | Championnat du monde            | 7 | 3  | 1 | 4 | 4   | 10e place |  |          |
| 2016  | Suisse         | Championnat du monde            | 7 | 1  | 2 | 3 | 4   | 11e place |  |          |
| 2019  | Suisse         | Championnat du monde            | 7 | 0  | 1 | 1 | 18  | 8e place  |  |          |
| 2022  | Suisse         | Jeux olympiques                 | 5 | 0  | 1 | 1 | 2   | 10e place |  |          |